# 白点拟犁头鳐
白吻擬犁頭鰩（學名：Pseudobatos percellens），又稱白吻琵琶鱝，為軟骨魚綱犁頭鰩目犁頭鰩科擬犁頭鰩屬的其中一種，被IUCN列為瀕危保育類動物，分布於西大西洋加勒比海到巴西海域，深度0至110公尺，本魚鼻孔較短，吻端無擴大的結節，吻部半透明，尖端有一對小突起。背部中線沿線有30-32個突起。背部呈棕色，有白色小點和黑斑。腹部為白色或淡黃色，吻部有深色斑點，體長可達100公分，棲息於沙泥底質的海域，為底棲性魚類，肉食性，卵胎生，生活習性不明，可做為食用魚及觀賞魚。